# Agromyza vicifoliae
Agromyza vicifoliae este o specie de muște din genul Agromyza, familia Agromyzidae, descrisă de Erich Martin Hering în anul 1932.
Este endemică în Germania. Conform Catalogue of Life specia Agromyza vicifoliae nu are subspecii cunoscute.